# Piper schippianum
Piper schippianum är en pepparväxtart som beskrevs av Trel. & Standley. Piper schippianum ingår i släktet Piper och familjen pepparväxter. Inga underarter finns listade i Catalogue of Life.